# Ansbach
Ansbach, fino al XVIII secolo denominata Onolzbach, è una città extracircondariale tedesca, capoluogo della Media Franconia, distretto governativo della Baviera.

## Geografia fisica

### Territorio
È bagnato dal fiume tedesco Rezat Francone.

### Clima
A causa della sua posizione nel Centro Europa, Ansbach si trova nella zona climatica temperata calda. Allo stesso tempo, la località è situata nell'area di passaggio fra il clima atlantico umido e quello continentale secco.
| ANSBACH             | Mesi | Mesi | Mesi | Mesi | Mesi | Mesi | Mesi | Mesi | Mesi | Mesi | Mesi | Mesi | Stagioni | Stagioni | Stagioni | Stagioni | Anno  |
| ANSBACH             | Gen  | Feb  | Mar  | Apr  | Mag  | Giu  | Lug  | Ago  | Set  | Ott  | Nov  | Dic  | Inv      | Pri      | Est      | Aut      | Anno  |
| ------------------- | ---- | ---- | ---- | ---- | ---- | ---- | ---- | ---- | ---- | ---- | ---- | ---- | -------- | -------- | -------- | -------- | ----- |
| T. max. media (°C)  | 2    | 4    | 9    | 14   | 19   | 22   | 24   | 24   | 19   | 14   | 7    | 3    | 3        | 14       | 23,3     | 13,3     | 13,4  |
| T. min. media (°C)  | −2   | −2   | 1    | 4    | 8    | 11   | 13   | 13   | 10   | 6    | 2    | −1   | −1,7     | 4,3      | 12,3     | 6        | 5,3   |
| Precipitazioni (mm) | 29,5 | 27,5 | 35,0 | 30,0 | 33,7 | 50,8 | 56,7 | 40,0 | 37,5 | 41,3 | 37,4 | 35,5 | 92,5     | 98,7     | 147,5    | 116,2    | 454,9 |

Fonte: MSN Weather - Ansbach, DEU

## Origini del nome
L'origine della città si fa risalire al monastero benedettino fondato nel 748 da un nobile francone, Gumbertus, che più tardi venne canonizzato. Il monastero fu fondato tra il torrente Rezat e l'Onold (Onoldsbach, in tedesco), e nel corso dei secoli si fuse con il vicino villaggio di Onoldsbach, costituendo la città di Ansbach, della cui denominazione abbiamo tracce per la prima volta nel 1221.

## Storia

### Dopo l'anno Mille

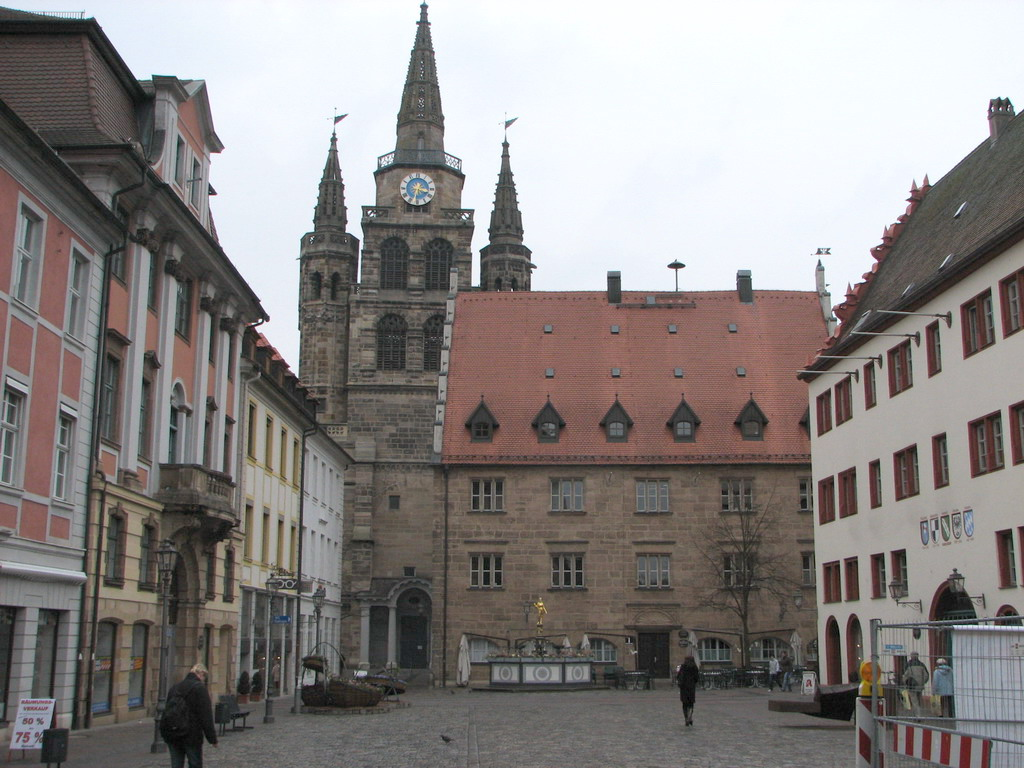
Chiesa di San Gumberto

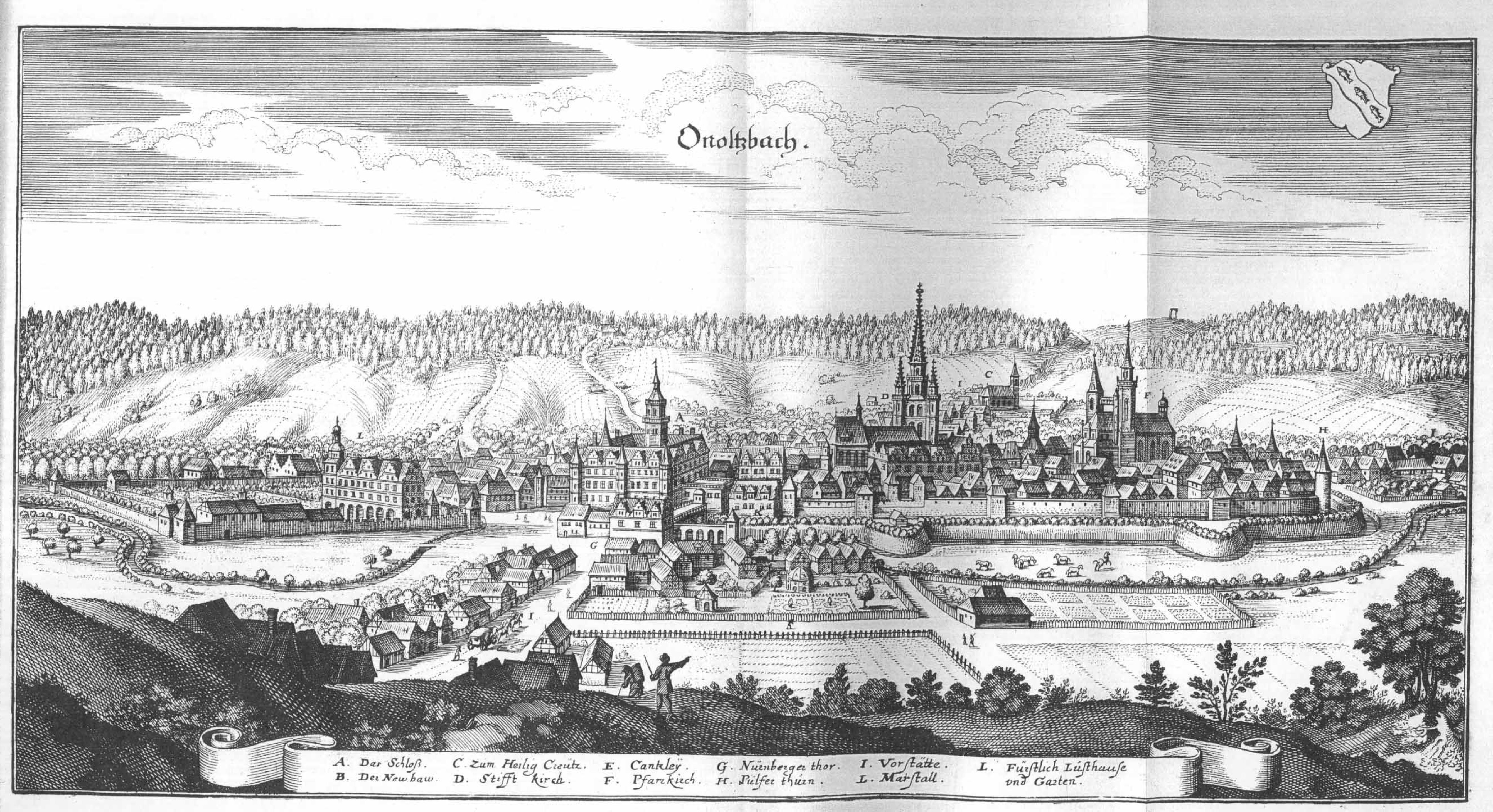
Un'antica mappa di Onolzbach

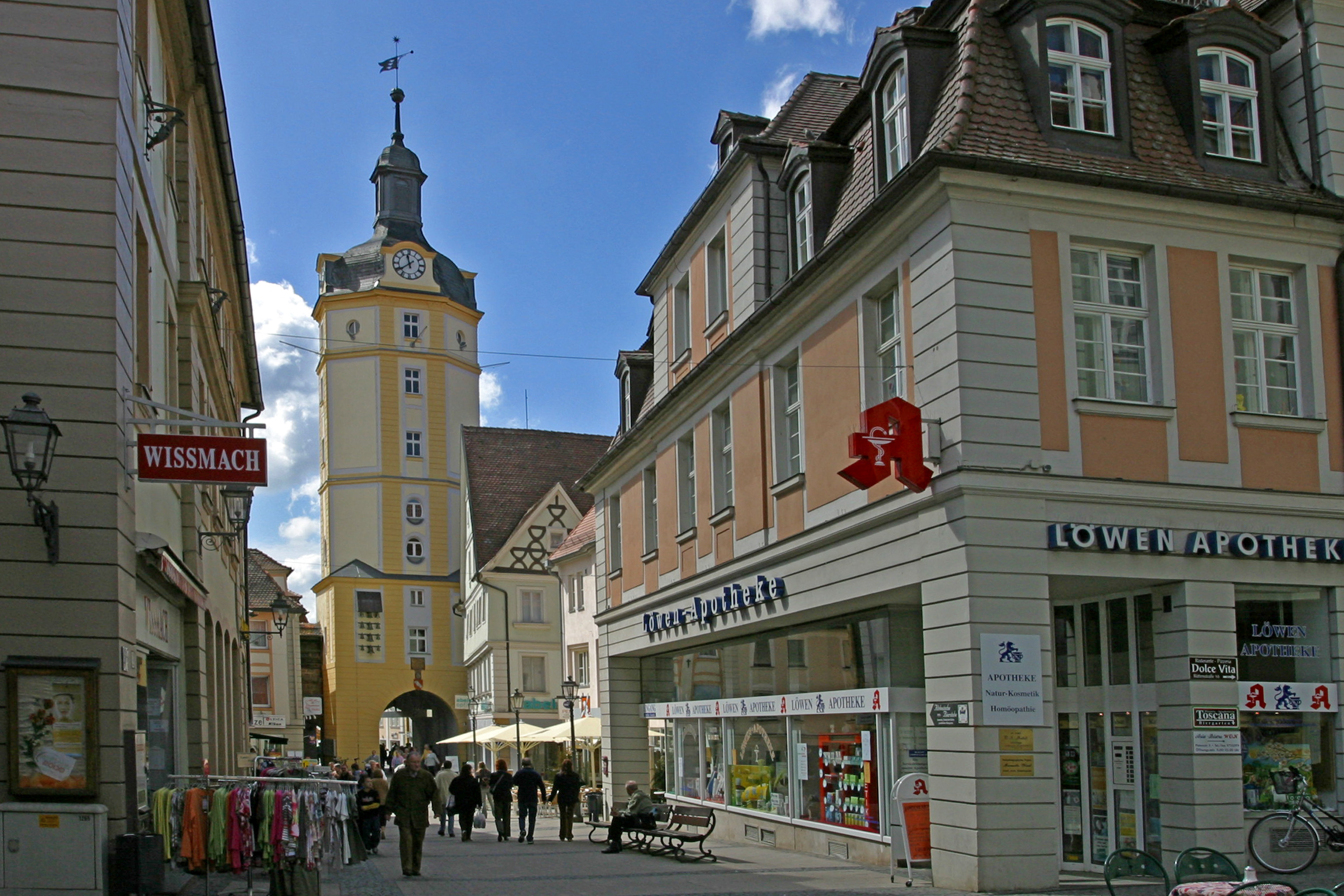
Uno scorcio del centro

I conti di Oettingen regnarono su Ansbach, finché i burgravi, di Hohenzollern di Norimberga succedettero ad essi nel 1331.
Trent'anni dopo, Ansbach divenne la capitale di diverse signorie o potestà doganali, quando gli Hohenzollern ascesero al rango di Principi elettori del Brandeburgo; Ansbach non fu unita al Brandeburgo, ma rimase indipendente come Brandenburg-Ansbach.
Gli Hohenzollern fecero di Ansbach la sede della loro dinastia, sino all'acquisizione dell'elettorato di Brandeburgo nel 1415, tuttavia, dopo la morte del margravio di Brandeburgo nel 1440, un ramo cadetto della famiglia rimane ad Ansbach con il nome Brandeburgo-Ansbach.
Giorgio di Brandeburgo-Ansbach, detto Giorgio il Pio, introdusse la Riforma protestante nel 1528, che condusse alla secolarizzazione dell'abbazia di san Gumberto nel 1563.

### Settecento
Nel 1791 Carlo Alessandro, ultimo margravio di Brandeburgo-Ansbach e di Brandeburgo-Bayreuth, rinunciò alla signoria sul territorio a favore di un vitalizio annuale, cedendo entrambi i suoi principati di Ansbach e Bayreuth ai Prussiani. Come il resto delle sue terre, quindi, anche Ansbach divenne prussiana, sotto gli Hohenzollern di Prussia, nel 1792.
Nel 1796 il duca di Zweibrücken, Massimiliano Giuseppe, pretendente e futuro elettore alla Corte bavarese, fu esiliato ad Ansbach, dopo che la città era stata presa dai francesi. Ma non rimase a lungo alla Francia: più tardi, nel 1806, il territorio di Ansbach fu ceduto al regno di Baviera, alla Prussia, in cambio del Ducato bavarese di Berg. Ciò fu possibile perché la Prussia si era ritirata in pace da Basilea, a causa della guerra imperiale contro la Francia rivoluzionaria, e aveva dichiarato la sua neutralità, e pertanto l'Ansbach prussiana divenne un rifugio sicuro.
Dopo il caso di successione del 1799, e l'assunzione di potere da parte di Massimiliano Giuseppe, ora principe di Baviera con il nome di Massimiliano IV Giuseppe, fu proprio a Ansbach che il suo segretario generale, il conte Massimiliano Giuseppe di Montgelas elaborò un ampio concetto per una radicale trasformazione politica della Baviera. Il pensiero scritto fu edito da Eberhard Weis come "Memoria di Ansbach", e divenne il fondamento concettuale del moderno Stato bavarese, di cui il principe Massimiliano IV Giuseppe divenne primo regnante, fino alla sua morte nel 1825.

### Novecento
Dopo crescenti problemi per l'approvvigionamento dell'acqua potabile, entrò in funzione nel 1900 la centrale idrica comunale dal Gersbach, distante 25 km, che fornisce ancora oggi il 98% dell'acqua potabile, insieme alla seconda centrale realizzata nello Schlauersbach.
Dopo la seconda guerra mondiale, Ansbach appartenne alla zona d'occupazione americana.
Nel 1970 Ansbach ha incorporato vari comuni adiacenti, estendendo il proprio territorio.
Il 24 luglio 2016 Ansbach viene colpita da un attacco di terrorismo da parte di kamikaze siriano, il quale si fa esplodere vicino ad un concerto, causando 12 feriti.

## Monumenti e luoghi d'interesse

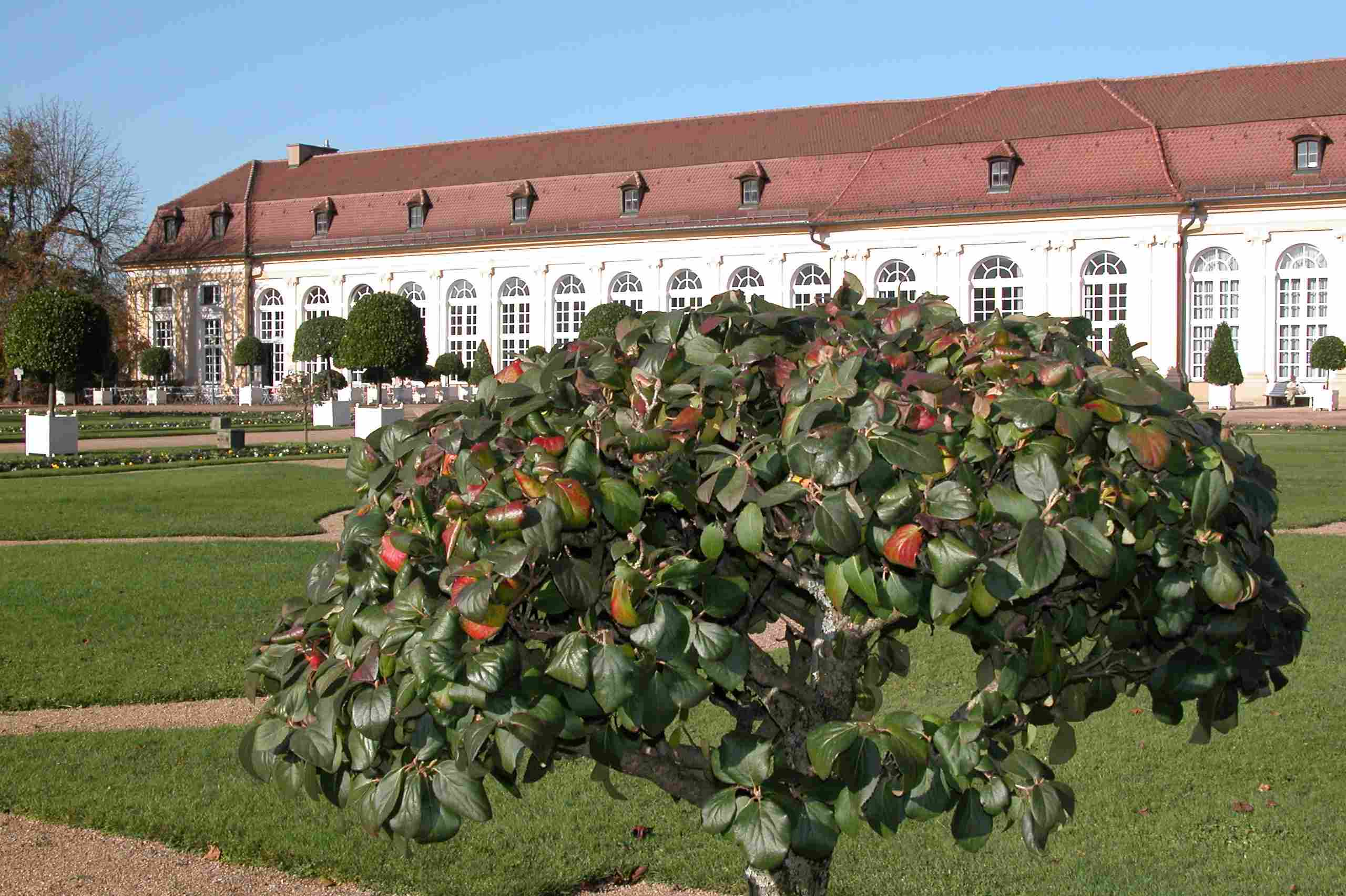
Orangerie

### Architetture civili
Durante la seconda guerra mondiale il centro cittadino fu risparmiato dai bombardamenti e ha mantenuto così il suo aspetto anteriore; è così possibile visitare il palazzo dei marchesi Ansbach, ricostruito secondo il modello barocco alla fine del XVII secolo.
Altri luoghi da visitare:
- La residenza dei marchesi di Brandeburgo-Ansbach
- L'orangerie nei giardini del castello
- Il monumento a Kaspar Hauser

### Architetture religiose
- Le chiese di san Gumberto e di san Giovanni, del XV secolo
- La Sinagoga

## Società

### Religioni
Accanto alla Chiesa evangelica luterana in Baviera, ed al decanato cattolico della città di Ansbach, facente parte dell'arcidiocesi di Bamberga, ad Ansbach sono rappresentate le seguenti libere Chiese cristiane:
- Avventisti del settimo giorno;
- Chiesa evangelica metodista;
- Missione popolare dei cristiani battisti decisi.

Parimenti, i mormoni della Chiesa di Gesù Cristo dell'ultimo giorno hanno costituito una comunità ad Ansbach.
Con l'afflusso dei lavoratori stranieri dai paesi a maggioranza musulmana, si sono create anche alcune piccole comunità musulmane. Dal 2005 c'è anche un piccolo tempio buddista, così come dal 2007 una piccola comunità induista. Accanto alle sopra citate comunità di fede, esistono ancora altre Chiese libere e comunità religiose ad Ansbach marginali.

## Cultura

### Istruzione

#### Musei
- Bayerische Staatsgemäldesammlungen
  - Tiziano, Adorazione del Bambino tra santi
- Il museo dei Marchesi di Brandeburgo
- Infozentrum und Elektromuseum Ansbach
- Jägerndorfer Heimatstuben
- Markgrafenmuseum
- Residenz Ansbach mit Orangerie und Hofgarten
- Staatsgalerie in der Residenz Ansbach

## Sport
La locale squadra di football americano, gli Ansbach Grizzlies, ha vinto 3 German Bowl e una Coppa AFBD.

## Geografia antropica

### Municipalità
- Eyb, fa parte di Ansbach dal 1970
- Bernhardswinden, fa parte di Ansbach dal 1º luglio 1972
- Brodswinden, fa parte di Ansbach dal 1972
- Claffheim, fa parte di Ansbach dal 1972
- Elpersdorf bei Ansbach, fa parte di Ansbach dal 1972
- Hennenbach, fa parte di Ansbach dal 1972
- Neuses bei Ansbach, fa parte di Ansbach dal 1972
  - Strüth
  - Wasserzell
- Schalkhausen, fa parte di Ansbach dal 1972
  - Geisengrund
  - Dornberg
  - Neudorf
  - Steinersdorf

## Economia

### Artigianato

#### La Porcellana
Ansbach fu sede di una produzione di maioliche sin dai primi anni del Settecento. Fu grazie al Margravio, che aveva assunto maestranze provenienti da Meissen se intorno al 1757 iniziò a realizzare manufatti a pasta dura (porcellane). La sede della manifattura durante la direzione di uno dei più grandi modellatori e pittori della storia della porcellana, Johann Friedrich Kaendler, era nel castello di Bruckberg, ed ebbe fra gli artisti che vi lavorarono: il capo dei pittori J. M. Schollhammer, il pittore di paesaggi J. Stenglein e J. K. Gerlach che era arrivato ad Ansbach da Meissen nel 1759. Produsse deliziosi servizi dipinti a soggetto naturalistico e delicati gruppi e statuine sempre più sensibili al gusto di Berlino che a quello di Meissen. La fabbrica ebbe vita lunga fino al 1860 quando
cessò la sua produzione.

## Amministrazione
Alle elezioni del borgomastro del 2 marzo 2008, la candidata Carda Seidel di Norimberga, indipendente, che era sostenuta da una coalizione tra il BAP (Iniziativa comunale dell'Associazione registrata dei cittadini indipendenti di Ansbach), l'ÖDP (Partito democratico ecologico) ed i Liberi Elettori di Ansbach, conseguiva il 38,9% dei voti e superava il sig. Ralf Felber (SPD), impiegato, che raggiungeva il 32,8%.
Wolfgang Bartusch dei Verdi (Grünen) otteneva il 26,0% ed il sig. Rüdiger Silberer (FDP) raccoglieva il 2,2%.
In conseguenza del risultato, al successivo ballottaggio del 16 marzo 2008, Carda Seidel conseguiva il 67% e Ralf Felber il 33,0%
Dal 1º maggio 2008 è sindaco Carda Seidel, indipendente.
Sindaci precedenti
- 1945–1950 Ernst Körner, SPD
- 1950–1952 Friedrich Böhner
- 1952–1957 Karl Burkhardt
- 1957–1971 Dr. Ludwig Schönecker
- 1971–1990 Dr. Ernst-Günter Zumach, CSU
- 1990–2008 Ralf Felber, SPD

### Gemellaggi
- Anglet, dal 17 luglio 1968
- Bay City, dal 1960
- Fermo, dal 2006
- Jing Jiang, dal 2004